# Бургграфство Пасау
Бургграфството Пасау (на немски: Burggrafschaft Passau) е от 1078 го 1099 г. за кратко графство в Свещената Римска империя.

## История
Графството е образувано, чрез отделяне от манастир Пасау по време на спора за даване на пълномощия между папа Григорий VII и крал Хайнрих IV.
След смъртта на единствения граф Улрих от род Диполдинги-Рапотони графството отива отново на епископа на Пасау.